# اچ‌ام‌اس پراویدنس (جی۳۲۵)
اچ‌ام‌اس پراویدنس (جی۳۲۵) (به انگلیسی: HMS Providence (J325)) یک کشتی بود که طول آن ۲۲۵ فوت (۶۹ متر) بود. این کشتی در سال ۱۹۴۳ ساخته شد.